# Ходјејов
Ходјејов (слч. Hodejov) насељено је мјесто са административним статусом сеоске општине (слч. obec) у округу Римавска Собота, у Банскобистричком крају, Словачка Република.

## Становништво
| Година:    | 1994. | 2004.   | 2014.    | 2024.   |
| ---------- | ----- | ------- | -------- | ------- |
| Број људи: | 1319  | 1379    | 1637     | 1513    |
| Разлика:   |       | +4,54 % | +18,70 % | -7,57 % |

| Година:    | 2023. | 2024.   |
| ---------- | ----- | ------- |
| Број људи: | 1509  | 1513    |
| Разлика:   |       | +0,26 % |

Према подацима о броју становника из 2011. године насеље је имало 1.585 становника.